# Escritura cuneiforme
La escritura cuneiforme es uno de los sistemas de escritura más antiguos en la historia de la humanidad, con una tradición de más de tres milenios, desde finales del cuarto milenio a. C. hasta el primer siglo después de Cristo. Se utilizó a lo largo de los milenios para expresar varios idiomas —sumerio, acadio e hitita son sólo los tres que más textos transmitieron a la posteridad— en un área geográfica que corresponde al Próximo Oriente, es decir, desde el Levante y Anatolia en el oeste hasta Irán y el Asia Central en el este, y desde el Cáucaso en el norte hasta la península arábiga en el sur.
A finales del IV milenio a. C., los sumerios comenzaron a escribir su idioma mediante pictogramas, que representaban palabras y objetos, pero no conceptos abstractos. Una muestra de escritura en esta etapa se puede observar en la tablilla de Kish (del 3500 a. C.). Hacia el 2600 a. C. los símbolos pictográficos ya se diferenciaban claramente del ideograma original, y al finalizar ese milenio, con objeto de hacer más fácil la escritura, ya eran completamente diferentes.
La escritura cuneiforme también fue adoptada por otros idiomas como el elamita, el hurrita, el urarteo, el eblaita y, en variedades alfabéticas, por el antiguo persa y el ugarítico.

## Origen

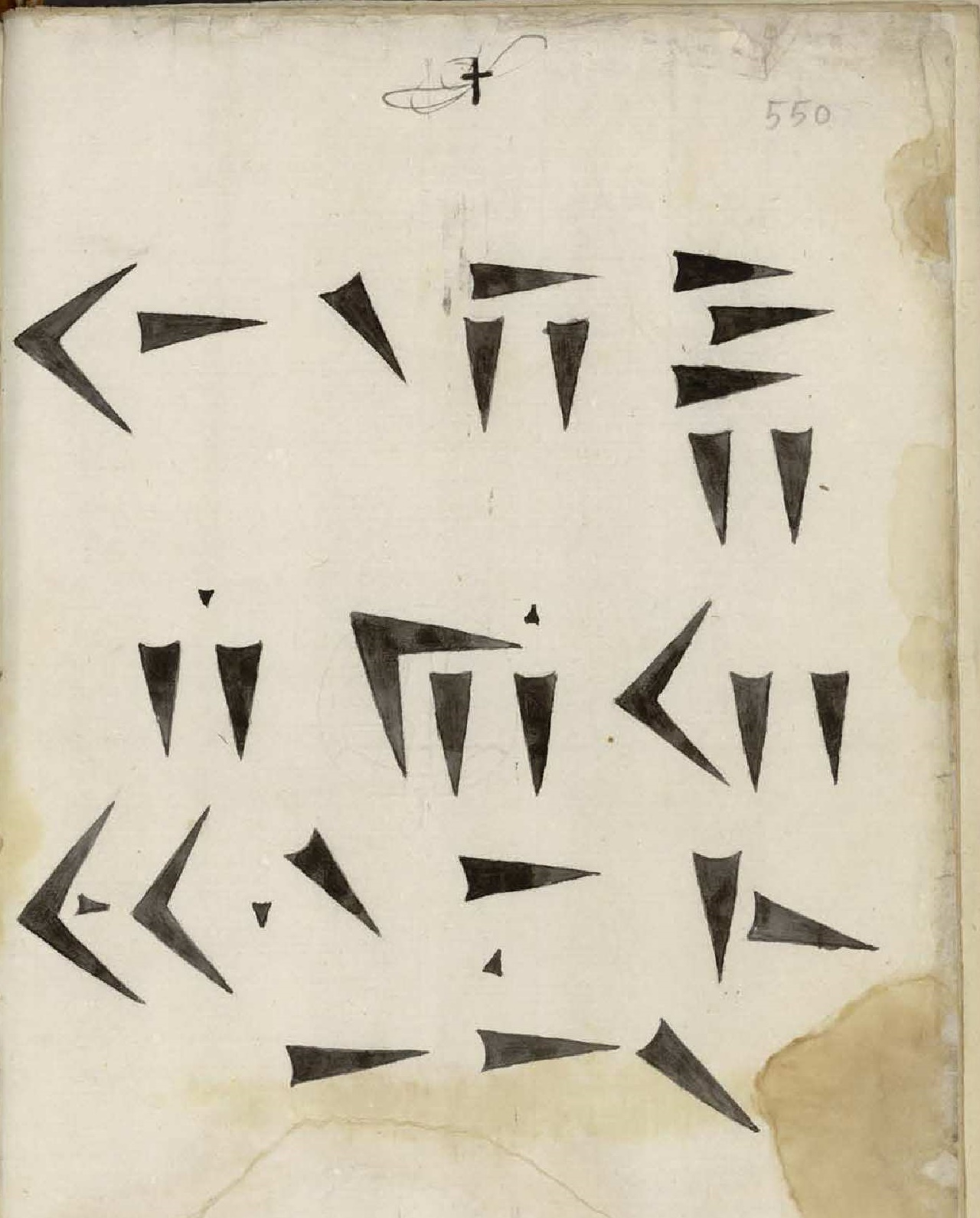
Muestras de escritura cuneiforme dibujadas a pluma en los Comentarios de don García de Silva que contienen su viaje a la India y de ella a Persia, Biblioteca Nacional de España, manuscrito 553.

La escritura cuneiforme nace en Mesopotamia, en primer lugar, ante la necesidad de contabilizar bienes y transacciones con una finalidad contable. 
Cerca del 3200 A.C el sistema contable consistía en el uso de unas fichas de formas gráficas (conos, discos, esferas, tetraedros, cilindros, ovoides), que se combinaban con un tipo de esferas de barro (bullae). Las primeras representaban cosas, como ganado, una jarra, etc.
Si se quería registrar la cantidad determinada de un bien, por ejemplo, un ganado, se cogía la cantidad deseada y la ficha que representaba al ganado. Para asegurarse que la cantidad quedaba fijada se introducían las fichas de los numerales y las del ganado dentro de una bola de barro que posteriormente era sellada para garantizar que nadie podría modificar la cantidad.
El uso de este sistema contable comportaba el establecimiento de un código por parte de la sociedad que lo utilizaba. Todos debían saber que una determinada ficha representaba “vaca” y que otra determinada ficha representaba “10”.
Existían dos tipos de cuentas, las simples y las complejas, que pertenecían al mismo mecanismo de contabilidad, pero servían a distintas ramas de la economía. Las cuentas simples surgieron con el comienzo de la agricultura y representaban materias primas y las cuentas complejas aparecen con el surgimiento de las ciudades y representaban bienes manufacturados.
Estas cuentas podían diferenciarse ya que las simples eran lisas mientras que las complejas tenían marcas y eran de formas más variadas.
Más tarde, el sistema evolucionó, pasando a hacerse una impresión de las fichas en la parte exterior de las esferas de barro para indicar su contenido de manera que no hubiese necesidad de romperlas. Posteriormente, el último paso es “imprimir” el “mensaje” en la superficie de la bola sin introducir las fichas. De este modo nos encontramos ante las primeras tablillas.
El sistema cuneiforme se escribió originalmente sobre tablillas de arcilla húmeda, mediante un tallo vegetal biselado llamado cálamo. El término cuneiforme proviene del latín cuneus (‘cuña’) por la forma de las incisiones, aunque un antiguo poema sumerio las denomina gag (‘cuñas’).
Durante el período acadio comenzaron también a usarse el metal y la piedra.
En un principio, la escritura a base de pictogramas no era adecuada para escribir conceptos abstractos, los verbos y sus tiempos, los pronombres, etc. Por ello, se comenzaron a emplear ciertos símbolos con valor fonético silábico. Así, por ejemplo, dado que en sumerio el sustantivo «ajo» y el verbo «dar» eran homófonas (sum), el mismo símbolo que se utilizaba para aquel comenzó a usarse con valor fonético para este. Con el paso del tiempo, aplicando similitudes semejantes, se creó un corpus silábico, usado preferentemente para expresar ciertos elementos gramaticales y conceptos abstractos.
El sumerio era una lengua aglutinante, por ello, cuando los acadios adoptaron el cuneiforme para su propia lengua semítica. Dado que el valor fonético y el ideográfico podían confundirse fácilmente, desarrollaron estos unos signos determinantes que indicaban cómo debía leerse cada símbolo. Al final de este proceso, por ejemplo, el símbolo que se leía como an, además del silábico, podía tener otros dos significados: el concepto ‘dios’ o ‘cielo’ y un determinante para indicar que algo tenía naturaleza divina o celeste.

Evolución del ideograma ‘cabeza’, del 3000 al 1000 a. C.

En algunos conjuntos de tablillas, como los de Uruk, se han contado hasta 2000 signos cuneiformes diferentes. En los siglos sucesivos, tal variedad se redujo enormemente, hasta que durante el período acadio eran usados con asiduidad unos 600.

## Descubrimiento

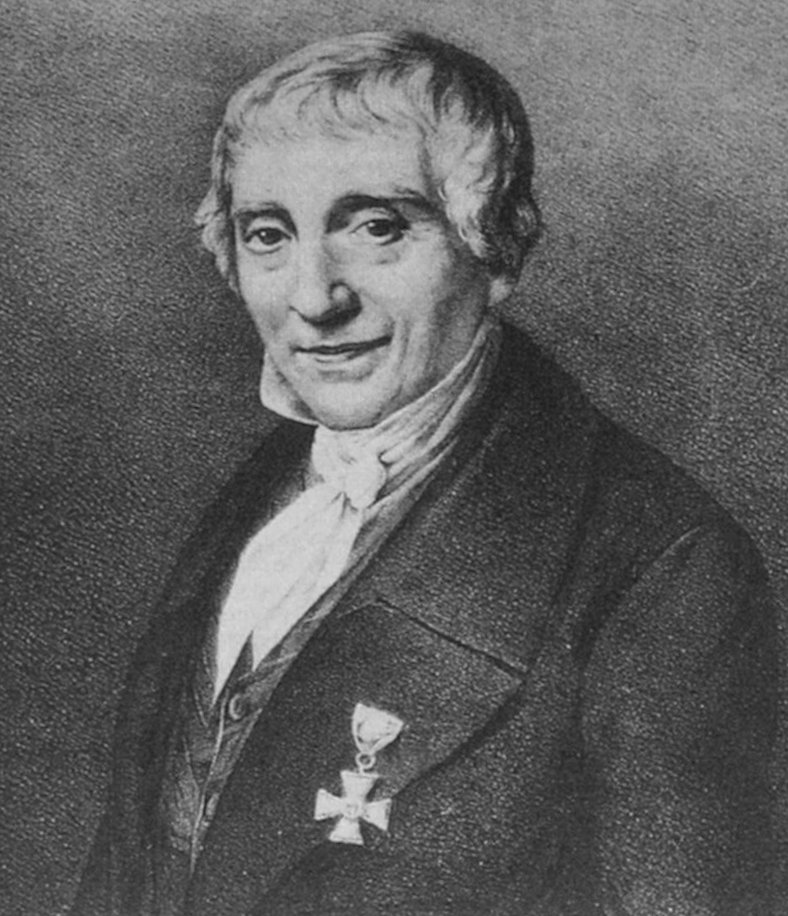
Georg Friedrich Grotefend, quien comenzó el desciframiento de la escritura cuneiforme.

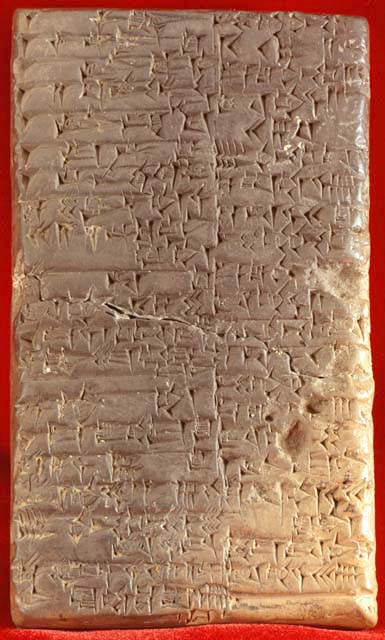
Escritura cuneiforme

Europa tuvo constancia de esta escritura gracias al diplomático español García de Silva Figueroa, que visitó Persépolis en 1618, identificando la ciudad que él llama Chilminara (castellanización del persa Čehel Menāra) como Persépolis. e hizo una descripción de la escritura cuneiforme en las ruinas Fue seguido de cerca por el viajero italiano Pietro Della Valle, que hizo escala en Persépolis aproximadamente hacia el año 1621. Su periplo fue en su época -y aún hoy en día- mucho más conocido que el de Silva. Una vez allí, los dos viajeros no sólo dejaron constancia por escrito de la magnífica y antigua capital del Imperio aqueménida, sino que también copiaron una serie de peculiares signos grabados en las ruinas de las puertas del palacio de dicha ciudad y que además figuraban en tres versiones. Della Valle fue el primero en hacer referencias a las tablillas con escritura cuneiforme. Las dio a conocer, pero no las estudió.
En 1700, Thomas Hyde ―profesor de la Universidad de Oxford― acuñó el término «cuneiforme» para estas inscripciones, cuando publicó un trabajo sobre los logros obtenidos por Della Valle. El título de su obra: Dactuli pyramidales seu cuneiformes, dio nombre a esta original escritura.
Fue Georg Friedrich Grotefend (1775-1853) el primero en comenzar la carrera por el estudio de estas tablillas e intenta descifrarlas a través del método hipo-deductivo. Más tarde Henry Creswike Rawlinson (1810 - 1895) logró descifrarlo gracias a la inscripción trinlingüe de Behistún, que contiene escritura persa, elamita y babilonia.
Finalmente fue George Smith (1840-1876) quien se llevó el mérito de descifrar los documentos asirios, convirtiéndose de esta manera en el padre de la asiriología. Hizo las primeras traducciones del poema épico de Gilgamesh.

## Descifrado
A partir del año 1835 Henry Rawlinson, un oficial de  la armada británica, encontró la Inscripción de Behistún, en un acantilado en Behistún en Persia. Tallada durante el reinado del rey Darío I de Persia (522-486 a. C.), consistía en textos idénticos escritos en los tres lenguajes oficiales del imperio: persa antiguo, babilonio y elamita. La importancia de la inscripción de Behistún para el descifrado de la escritura cuneiforme equivale a la de la piedra de Rosetta para el descifrado de los jeroglíficos egipcios.
Rawlinson dedujo que el persa antiguo usaba un alfabeto silábico y lo descifró correctamente. Trabajando de manera independiente, el asiriólogo irlandés Edward Hincks también contribuyó al descifrado. Después de traducir el persa, Rawlinson y Hincks comenzaron a traducir los otros. En gran medida fueron ayudados por el descubrimiento de la ciudad de Nínive por Paul-Émile Botta en 1842. Entre los tesoros descubiertos por Botta estaban los restos de la gran biblioteca de Asurbanipal, un archivo real que contenía varios miles de tablas de arcilla cocidas con inscripciones cuneiformes.
En 1851, Hincks y Rawlinson podían leer ya 200 signos babilonios. Pronto se les unieron otros dos criptólogos, un joven estudiante de origen alemán llamado Julius Oppert y el versátil orientalista británico William Henry Fox Talbot. En 1857 los cuatro hombres se conocieron en Londres y tomaron parte en el famoso experimento para comprobar la precisión de sus investigaciones.
Edwin Norris, el secretario de la Real Sociedad Asiática, le dio a cada uno de ellos una copia de una inscripción recientemente descubierta datada en el reinado del emperador asirio Tiglath-Pileser I. Un jurado de expertos fue convocado para examinar las traducciones resultantes y certificar su exactitud. Las traducciones resultantes de los cuatro expertos coincidían en todos los puntos esenciales. Hubo por supuesto algunas pequeñas discrepancias. El inexperto Talbot había cometido unos cuantos errores, y la traducción de Oppert contenía unos cuantos pasajes dudosos debido a que el inglés no era su lengua materna. Pero las versiones de Hincks y Rawlinson eran virtualmente idénticas. El jurado declaró su conformidad, y el descifrado de la escritura cuneiforme acadia pasó a ser un hecho consumado. 
En 2023 se demostró que es posible lograr una traducción automática de alta calidad de idiomas cuneiformes como el acadio utilizando métodos de procesamiento de lenguaje natural con redes neuronales convolucionales.

## Uso
Cuneiforme deriva de la forma de cuña de esta escritura. Los signos cuneiformes eran escritos por escribas usando punzones, también llamados estiletes, principalmente sobre tablillas, casi siempre de arcilla, pues es lo que abundaba en Mesopotamia, y ocasionalmente de metal, que luego se guardaban en una suerte de primitivas bibliotecas, escrupulosamente organizadas, que servían para el aprendizaje de futuros escribas. Estas bibliotecas pertenecían a la escuela de cada ciudad o, a veces, a colecciones particulares. La arcilla era un material cómodo para escribir, pero su conservación a través del tiempo resulta frágil, por esta razón solo han quedado las que fueron cocidas. También se utilizaba el cincel para escribir en piedra y roca.
La tablilla que se utilizaba era pequeña y estaba dividida en las celdas en las que posteriormente se escribirán los conceptos. Estos conceptos eran símbolos que representaban la realidad, pero con el paso del tiempo se fueron alejando del concepto representado.
Las tablillas estaban escritas en un número variable de columnas y contenían:
- La serie y el número de la tablilla en esa serie, para su correcta catalogación.
- El texto.
- Colofón, que contiene a su vez la primera línea de la siguiente tablilla, el propietario, el año de reinado del soberano correspondiente, en ocasiones los títulos del mismo, la ciudad de la escuela y el nombre del escriba y, raramente, el autor.

Nótese el parecido de ese sistema con la operativa moderna de los protocolos de escribanos y notarios.
Evidentemente el uso no quedaba restringido a las tablillas; por ejemplo, encontramos escritos en los ladrillos de la Babilonia del primer milenio el nombre de Nabucodonosor II.

## Lenguas individuales
Existieron diferentes lenguas que utilizaban el sistema de escritura cuneiforme.
Sumerio; es la lengua más antigua que se conoce en Mesopotamia. Los primeros textos datan del IV milenio a. C. No podemos saber hasta cuando se mantuvo esta lengua como lengua hablada; con la aparición del acadio entró en decadencia y solo se mantuvo como lengua de culto.
Acadio; es la lengua más refrendada y estudiada de todas las “lenguas cuneiformes”. * Los primeros textos se remontan a la primera mitad del III milenio a. C. Se trata de una lengua semítica, es decir está relacionada con el eblaíta, el ugarítico, hebreo, fenicio, arameo, árabe, sudarábigo y etiópico, por esta razón su desciframiento ha resultado más sencillo.  Cerca del s. VI a. C. el acadio dio lugar al arameo como lengua hablada, pero se mantuvo como lengua culta.
Eblaíta; durante unas excavaciones en la costa del mediterráneo (actual Siria) se descubre la ciudad de Ebla en la década de 1970. La conservación de unas 17.000 tablillas que allí se encontraron fue posible gracias a que la ciudad fue arrasada por un incendio. Los textos que allí se encontraron datan del 3000-2000 a. C. Se trata también de una lengua semítica, con una escritura cuneiforme muy antigua y que incluye numerosas palabras sumerias.
Elamita; la ciudad de Elam se corresponde aproximadamente con la zona petrolífera de Irán. Es uno de los tres idiomas del imperio persa junto con el antiguo persa y el babilónico. Con él se inscribieron varios monumentos que inspiraron el primer desciframiento de la escritura cuneiforme, entre los que destaca el relieve de Behistúm. La traducción de los textos fue posible gracias a las inscripciones trilingües de dicho relieve.
Hurrita; idioma del pueblo hurrita que apareció en el Próximo Oriente a finales del III milenio a. C. las primeras referencias a aparecen en una carta de Amenofis III (1417 – 1379 a. C.). También se hallaron textos en hurrita en los archivos hititas de Hattusas (c. 1400 a. C.),  introducidos con la palabra hurlili, en Mari (c. 1750 a. C.) y en Ugarit (c. 1500 a. C.). Los textos en Ugarit aparecen en una escritura consonántica y hay fragmentos de una traducción hurrita de la epopeya de Gilgamesh
Hitita; pertenece al grupo de lenguas indoeuropeas, los hititas gobernaron gran parte de la actual Turquía, desde el siglo XVIII al XVII a. C. eran conocidos por referencias en el antiguo testamento y por historias de los reyes de Egipto y Babilonia. No es hasta 1906, cuando el Dr. Hugo Winkler emprendió una excavación en su capital, Hattusas. En el gran palacio del rey hitita se encontró un archivo real de 10 000 tablillas. Había muchas escritas en lenguaje babilónico, pero su mayoría se encontraban en el entonces desconocido hitita. Las tablillas también contenían numerosas palabras sumerias y babilónicas.
Urarteo; esta lengua estaba emparentada con el hurrita sin embargo tomaron su silabario y la forma de sus signos de los asirios. Las inscripciones en urarteo que se han conservado se encuentran en su mayoría en monumentos de piedra y relatan la historia de los reyes de Urartu. También existen textos inscritos en cascos, escudos y vasos de metal, con el nombre de su propietario o donante. 
Ugarítico; descubiertas en las excavaciones francesas de Ugarit, en la costa siria, en 1929. La escritura cuneiforme fue datada del hacia el siglo XIV a. C. Solo tenía treinta signos y un divisor de palabras vertical y completamente alfabética. Entre las escrituras, había unas mil tablillas en las que alumnos y maestros escribían su alfabeto. Fue descifrada en apenas un año por H. Bauer, E. Dhorme y C. Villoreaud, que comprobaron que estaba emparentado con el hebreo. En sus escritos se pueden encontrar similitudes con los textos de la biblia hebrea.
Persa antiguo; fue la primera escritura cuneiforme en descifrarse, a pesar de que esta no tenía un gran volumen de textos en comparación con otras, si es cierto que la escritura era más legible. Se ha sugerido que la escritura del persa antiguo fue inventada por rey aqueménida persa Darío I (521 – 486 a. C.) por disponer de una escritura distinta y creada para los dioses. La escritura se ha encontrado sobre roca, tablillas de oro, plata y piedra y en algunos sellos y vasos de calcita, rara vez en tablillas de barro. La escritura tiene treinta y seis caracteres. Tiene tres vocales (a, i, u) las demás son sílabas que se forman con las consonantes y una de las vocales.

## Transliteración
La escritura cuneiforme tiene un formato específico de transliteración. Debido a la polivalencia del sistema de escritura, la transliteración no es únicamente sin pérdida, sino que además puede contener más información que el documento original. Por ejemplo, el signo DINGIR en un texto hitita puede representar tanto la sílaba hitita an o puede ser parte de una frase acadia, representando la sílaba il, o puede ser un sumerograma, representando el significado sumerio original, dios.
De este modo, en ambientes cultos (escuelas de escribas) o ante falta de palabras formadas se utilizaba el idioma sumerio, en el que cada palabra equivale a un signo, mientras que ese mismo signo podía ser una sílaba en, por ejemplo, neobabilónico, en un primer paso hacia el sistema de letras latino.

## Escribas
La alfabetización en Mesopotamia era muy reducida puesto que se reservaba a las élites. Por esta razón la profesión del escriba estaba muy bien considerada y era de carácter hereditario
El aprendizaje de los escribas comenzaba desde temprana edad y estaba bajo la protección de la diosa sumeria Nisaba, esto podemos saberlo por los numerosos textos que encontrados que terminan con el comentario “Nisaba zami” (¡oh, Nisaba, loor!), aunque posteriormente su lugar fue ocupado por el dios Nabu de Borisippa cuyo símbolo era una cuña.
El maestro, denominado ummia, podía ser ayudado por un adda é-dubba (padre de la casa de las tablillas) y un “ungula” (dependiente). Parte del aprendizaje inicial también recaía en “un gran hermano”, que era el estudiante de más edad.
En primera instancia, el estudiante debía aprender cómo hacer una tablilla y cómo se debía utilizar la cuña. Practicaban con cuneos verticales, horizontales e inclinados una y otra vez y luego comenzaba con la lista de signos básicos que no se aprendían como una serie de signos individuales sino también asociados a las diferentes sílabas que podían representar. De esta forma el signo A valía para á, ya, duru, e, a. Tenía que aprender que A era el nombre básico del signo.
Algunas tablillas parecen indicar que se aprendía mediante la escritura de nombres, ya que estas no tienen un trazo muy bueno.
Cuando el alumno perfeccionaba la técnica, podía comenzar a aprender y escribir literatura sumeria. Gran parte de ella se ha conservado precisamente gracias a copias escolares. La multitud de textos repetidos hace llegar a la conclusión de que se copiaba al dictado. Cada copia tiene ligeras diferencias que dificultan la reconstrucción de la forma original del texto.

## Unicode
La escritura cuneiforme forma parte del estándar Unicode desde la versión 5. de julio de 2006, codificada en dos bloques diferentes pertenecientes al plano suplementario multilingüe (SMP).
- Bloque U+12000–U+1237F: escritura cuneiforme, 879 caracteres.
- Bloque U+12000–U+1237F: numerales y signos de puntuación, 103 caracteres.